# Кафява улулица
Кафявата улулица (Strix leptogrammica) е вид птица от семейство Совови (Strigidae).

## Разпространение и местообитание
Разпространен е в Бангладеш, Бруней, Бутан, Виетнам, Индия, Индонезия, Камбоджа, Китай, Лаос, Малайзия, Мианмар, Непал, Тайланд и Шри Ланка.